# Maria Barbara Bach
Maria Barbara Bach (n. 20 octombrie 1684, Gehren – d. 7 iulie 1720, Köthen) a fost prima soție a compozitorului Johann Sebastian Bach, care îi era de asemenea și văr de-al doilea. A fost soprană.

## Copii
- Catharina Dorothea (n. 28. decembrie 1708 - d. 14. ianuarie 1774)
- Wilhelm Friedemann, compozitor, (n. 22. noiembrie 1710 - d. 1. iulie 1784)
- Johann Christoph (n. 23. februarie 1713 - d. 23. februarie 1713)
- Maria Sophia (n. 23. februarie 1713 - d. 15. martie 1713)
- Carl Philipp Emanuel, compozitor, (n. 8. martie 1714 - d. 14. decembrie 1788)
- Johann Gottfried Bernhard, organist, (n. 11. mai 1715 - d. 27. mai 1739)
- Leopold Augustus (n. 15. noiembrie 1718 - d. 29. septembrie 1719)